# 外東駅
外東駅（朝鮮語: 외동역、ウェドンえき）は朝鮮民主主義人民共和国平安南道价川市にある朝鮮民主主義人民共和国鉄道省戴建線の駅である。

## 隣の駅
朝鮮民主主義人民共和国鉄道省
戴建線
無尽台駅 - 外東駅 - 鳳倉駅